# Players Championship de 2003
O Players Championship de 2003 foi a trigésima edição do Players Championship, realizada entre os dias 25 e 28 de maio no PC Sawgrass de Ponte Vedra Beach, na Flórida, Estados Unidos. Davis Love III conquista o seu segundo título do "PLAYERS" (PGA Tour). No total, ele terminou com 271 tacadas, 17 abaixo do par.

## Local do evento
Esta foi a vigésima segunda edição realizada no campo do Estádio TPC Sawgrass, em Ponte Vedra Beach, Flórida.